# HD 15115
HD 15115 — звезда, которая находится в созвездии Кита на расстоянии около 150 световых лет от нас. Звезда имеет класс F, она жёлто-белого цвета. Её возраст оценивается в 12 миллионов лет.

## Остаточный диск

Снимок телескопа Хаббл

В 2007 году астрономы с помощью орбитального телескопа Хаббл обнаружили осколочный диск вокруг звезды, состоящий из газа и пыли. Его масса распределена неравномерно, что объясняется возможным присутствием крупного объекта в системе — второй звезды или экзопланеты. Согласно общепринятой модели, осколочный диск является второй фазой эволюции планетной системы, после разрушения протопланетного диска. Во время этой фазы образуются планеты, поэтому дальнейшие исследования помогут подтвердить или опровергнуть эту модель.
HD 15115 также принадлежит к движущейся группе Бета Живописца (англ. Beta Pictoris Moving Group). Одна из ближайших к ней звёзд — HIP 12545 — также принадлежит данной группе.